# Polina Gagarina
Pour les articles homonymes, voir Gagarina.
Polina Sergueïevna Gagarina (en russe : Полина Сергеевна Гагарина), née le 27 mars 1987 à Moscou, en RSFS de Russie (Union soviétique), est une chanteuse, auteur-compositrice, actrice et mannequin russe.

## Biographie
Polina Gagarina naît à Moscou mais passe la plus grande partie de sa jeunesse en Grèce. Sa mère est alors danseuse de ballet. En 1993, son père meurt d'une crise cardiaque et sa mère décide de revenir en Russie. Cependant, Polina et sa mère retournent vite en Grèce et s'établissent alors à Athènes. Après avoir terminé ses études, Polina regagne encore la Russie, seule cette fois, et déménage à Saratov, où elle vit avec sa grand-mère, qui l'inscrit au conservatoire.
En 2003, elle participe à la deuxième saison de Fabrika Zvezd, un concours de téléréalité de chant russe. Elle chante plusieurs chansons de Maxim Fadeev et gagne le concours. Elle refuse néanmoins de travailler avec Fadeev après sa victoire.
Elle enregistre également la reprise de la chanson Le Coucou (Кукушка, Koukouchka) du groupe de rock russe Kino pour le film Résistance de Sergueï Mokritski sorti en avril 2015, qui est un projet russo-ukrainien retraçant la biographie de Lioudmila Pavlitchenko, une tireuse d'élite soviétique.
En septembre 2015, elle devient coach dans la version russe de The Voice en remplacement de la chanteuse Pelagueïa. Elle continuera en 2016 pour une dernière saison. Lors de la saison suivante c'est Pelagueïa qui revient dans le fauteuil de coach.
En 2019, elle participe à partir de la 4e semaine à Singer en Chine.
En janvier 2023, elle figure sur la liste des propagandistes sanctionnés par le gouvernement de Kiev, pour avoir approuvé l'invasion de l'Ukraine et donné des concerts de soutien aux soldats russes.[réf. nécessaire]

### Participation à l'Eurovision
Le 9 mars 2015, la presse russe annonce que Polina Gagarina représentera la Russie au Concours Eurovision de la chanson 2015.
Le 23 mai 2015, elle chante A Million Voices lors de l'Eurovision ; elle obtient 303 points et termine deuxième, derrière la Suède. Dans un contexte international marqué par la crise ukrainienne, la Russie, qu'elle représente, est huée à de multiples reprises par le public de la salle.

### Chanson officielle de la Coupe du monde de football 2018
Pour la Coupe du monde de football 2018 en Russie, Polina Gagarina chante le titre Smash en collaboration avec Egor Kreed.

### Vie privée
Polina Gagarina a été mariée à l'acteur russe Piotr Kislov, avec lequel elle a eu un petit garçon, Andreï, né le 14 octobre 2007. Ils ont divorcé le 31 mars 2010.
Depuis le 9 septembre 2014, elle est mariée au photographe Dmitri Iskhakov.

## Discographie

### Singles
| Колыбельная (Papillon)                                                       | 2005 | — | —  | —  | —  | —  | —  | —  | —  | —  | —  | —   | Попроси у облаков                                  |
| Я твоя (Je suis à toi)                                                       | 2006 | — | —  | —  | —  | —  | —  | —  | —  | —  | —  | —   | Попроси у облаков                                  |
| Я тебя не прощу никогда (Je ne te pardonnerai jamais)                        | 2007 | — | —  | —  | —  | —  | —  | —  | —  | —  | —  | —   | Попроси у облаков                                  |
| Любовь под солнцем (Amour sous le soleil)                                    | 2007 | — | 17 | —  | —  | —  | —  | —  | —  | —  | —  | —   | О себе                                             |
| Где-то живёт любовь (L'Amour vit partout)                                    | 2008 | — | —  | —  | —  | —  | —  | —  | —  | —  | —  | —   | О себе                                             |
| Кому, зачем? (To Whom, for What?) (duo avec Irina Dubtsova)                  | 2008 | — | —  | —  | —  | —  | —  | —  | —  | —  | —  | —   | О себе                                             |
| Пропади всё (Damn It All)                                                    | 2009 | — | —  | —  | —  | —  | —  | —  | —  | —  | —  | —   | О себе                                             |
| Я обещаю (Je promets)                                                        | 2010 | — | —  | —  | —  | —  | —  | —  | —  | —  | —  | —   | single hors-album                                  |
| Осколки (Fragments)                                                          | 2011 | — | —  | —  | —  | —  | —  | —  | —  | —  | —  | —   | single hors-album                                  |
| Спектакль окончен (La pièce est terminée)                                    | 2012 | 3 | 10 | —  | —  | —  | —  | —  | —  | —  | —  | 3   | single hors-album                                  |
| Нет (No)                                                                     | 2012 | 2 | 3  | —  | —  | —  | —  | —  | —  | —  | —  | 1   | single hors-album                                  |
| Навек (Pour toujours)                                                        | 2013 | 5 | 26 | —  | —  | —  | —  | —  | —  | —  | —  | 23  | single hors-album                                  |
| Шагай (Stride)                                                               | 2014 | — | 15 | —  | —  | —  | —  | —  | —  | —  | —  | 15  | single hors-album                                  |
| A Million Voices (Un million de voix)                                        | 2015 | 1 | 1  | 22 | 38 | 46 | 86 | 99 | 48 | 39 | 97 | 152 | single hors-album                                  |
| Кукушка (Coucou)                                                             | 2015 | 2 | —  | —  | —  | —  | —  | —  | —  | —  | —  | —   | Bande originale du film Résistance                 |
| Я не буду (I Will Not)                                                       | 2015 | — | 52 | —  | —  | —  | —  | —  | —  | —  | —  | —   | single hors-album                                  |
| Не пара (Pas un couple)                                                      | 2015 | — | —  | —  | —  | —  | —  | —  | —  | —  | —  | —   | Bande originale russe du film Hôtel Transylvanie 2 |
| Танцуй со мной (Danse avec moi)                                              | 2016 | — | —  | —  | —  | —  | —  | —  | —  | —  | —  | —   | 9                                                  |
| Обезоружена (Désarmé)                                                        | 2017 | — | —  | —  | —  | —  | —  | —  | —  | —  | —  | —   |                                                    |
| Камень на сердце (Pierre dans le cœur)                                       | 2018 | — | —  | —  | —  | —  | —  | —  | —  | —  | —  | —   |                                                    |
| "—" single qui n'a pas été classés ou qui n'est pas sorti sur ce territoire. |      |   |    |    |    |    |    |    |    |    |    |     |                                                    |